# Børge Riis Larsen
 Der er for få eller ingen kildehenvisninger i denne artikel, hvilket er et problem. Du kan hjælpe ved at angive troværdige kilder til de påstande, som fremføres i artiklen.

Børge Riis Larsen (født 6. april 1945) er en dansk gymnasielærer og pædagogikhistoriker.
Han var i perioden 1973 til 2014 ansat som gymnasielærer på Slagelse Gymnasium og HF-kursus, og han har virket som censor i videnskabshistorie ved danske universiteter.
Af uddannelse er han cand.scient. i kemi og fysik fra Københavns Universitet og exam.art. i teoretisk pædagogik, også fra KU, og han har desuden den pædagogiske ph.d.-grad fra Danmarks Lærerhøjskole. Han har skrevet artikler og bøger inden for naturvidenskab, undervisnings- og pædagogikhistorie.
Medarbejder på Den Store Danske Encyklopædi. I 1998 blev Børge Riis Larsen redaktør af Uddannelseshistorie, som er årbogen fra Selskabet for Skole- og Uddannelseshistorie.
Bestyrelsesmedlem i Selskabet for Skole- og Uddannelseshistorie samt Dansk Selskab for Historisk Kemi.
Studier i musik hos Th. Graae Jørgensen fra DR SymfoniOrkestret og Edgar Bowie fra Royal Ballet Orchestra.
Skrev det første stykke rock-musik, der blev spillet i DR's koncertsal (1. marts 1970).
Børge Riis Larsen har igennem mange år været musikalsk leder af Slagelse Gardens orkester, Korsør Jernbaneorkester, Slagelse Gymnasiums Blæserkonsortium og har ledet eget big-band i København. Han har ligeledes undervist i musik på flere musik- og aftenskoler. Hans kompositioner og arrangementer er gennem tiden blevet spillet af DR Big Band, Radioens Beatgruppe, Sjællandske Livregiments Musikkorps, Hjemmeværnets Musikkorps Vestsjælland mm.
I 2005 modtog Børge Riis Larsen Landgardeforeningens fortjenstmedalje. Blev i 2015 tildelt hædersgave fra Launy Grøndahls fond for sin indsats i dansk musikliv.

## Forfatter eller medforfatter
Børge Riis Larsen har skrevet, eller været medforfatter og medredaktør på en lang række fagbøger og skrifter, bl.a.
1. Træk af Slagelse Gymnasiums Historie (1977).
2. Kemisk Praktikum (1988).
3. Naturvidenskab og dannelse. Studier i fysik- og kemiundervisningens historie i den højere skole indtil midten af 1800-tallet (1991).
4. Tændernes og mundhulens kemi. Sammen med Bjarne L. Pedersen. (1996).
5. Tændernes og mundhulens kemi. Eksperimenter. Sammen med Bjarne L. Pedersen. (1997).
6. Otte kapitler af kemiundervisnings historie (1998).
7. Slagelse Gymnasiums Lærere 1927-2002 (2002).
8. Spektroskopi – analyse med lys (2003). Sammen med Flemming Møller Nicolaisen, Ole Faurskov Nielsen og Erik Jonas Pedersen.
9. H.C. Andersen og Slagelse lærde Skole (2005). (sammen med Jens Jørgensen).
10. Pædagogikhistorikeren Olaf Carlsen (1899-1956). Liv og værk. (2013).
Hertil kommer: 48 bøger han redigeret el. været medred. af. Artikler el. afsnit i bøger: 43. Artikler i tidsskrifter: 158. Anmeldelser af bøger el. koncerter: 242.